# Румънска революция (1989)
Румънската революция от 1989 г. е борбата срещу комунистическия режим в Румъния между 16 и 22 декември 1989 г. Водач на революцията е Йон Илиеску. Завзета е държавната телевизия и там са изложени исканията на протестиращите.

## Прелюдия
Политиката, наложена от Николае Чаушеску през 1980-те години, среща широко неодобрение в страната, довело до вълнения и въстанието в Брашов.

## Протест в Тимишоара
Първите протести срещу диктаторския начин на управление на Николае Чаушеску са в Тимишоара. На 16 декември избухва протест в отговор на опит на правителството да изгони дисидент – унгарския пастор Ласло Тьокеш. Малко преди това Тьокеш се изказва критично срещу режима в унгарска медия и правителството започва да се съмнява, че той проповядва етническа омраза. По волята на правителството местният архиепископ го премества от поста му и го лишава от правата да използва апартамента, който му е даден като пастор. За кратко време голяма част от енорията му се събира около дома му, за да го защити от изгонване. Впоследствие много минаващи покрай там хора, включително и религиозни румънски студенти, се присъединяват към протеста.
След като става ясно, че тълпата няма да се разпръсне, кметът Петре Моц казва, че си е променил мнението и няма да гони Тьокеш. След като кметът отказва да потвърди решението си в писмено изказване, тълпата става нетърпелива и започва да пее антикомунистически лозунги. Впоследствие се появяват сили на полицията и Секуритате. До 19:30 часа протестът се е разпрострял широко, а първоначалната цел се е изместила. Някои от протестиращите се опитват да запалят сградата, където се помещава местната секция на Румънската комунистическа партия (РКП). Секуритате отговаря със сълзотворен газ и водни струи, докато полицията бие протестиращите и арестува много от тях. Около 21 часа протестиращите се отдръпват. Прегрупират се в катедралата в града и започва протестен марш около него. Там отново се сблъскват със силите на реда.
На следващия ден, 17 декември, протестите отново се възобновяват. Протестиращите нахлуват в сградата на централата на РКП и изхвърлят партийни документи, пропагандни материали, публикации на Чаушеску и други символи на комунистическата власт. Отново се опитват да я запалят, но са спрени от военни части. По това време Румъния няма части за борба с безредиците (тъй като Чаушеску смята, че народът го обича и не се нуждае от тях) и поради тази причина са изпратени военни части да овладеят ситуацията, която е станала неудържима за полицията и Секуритате. Присъствието на армията по улиците означава, че те са получили нареждане от най-високо ниво, може би дори от самия Чаушеску. Армията се проваля в създаването на ред и започва стрелба, борба, взема жертви и гори автомобили. На помощ на армията идват бронетранспортьори TAB и танкове. След 20 часа от Пиаца Либертации (Piaţa Libertăţii – буквално „Площад на Свободата“) до Операта има престрелки. Освен там, престрелки има и в района на моста Децеал, Каля Липовей и Каля Гирокулюй, както и прелитащи хеликоптери. След полунощ протестите затихват.
На сутринта на 18 декември центърът е охраняван от войници и агенти на Секуритате в цивилни дрехи. Кметът Моц нарежда събирането на партията да се проведе в университета, с цел да се осъдят „вандализмите“ от предишните дни. Също така обявява военен закон, забраняващ хората да се събират на групи, по-големи от двама. Неподчинявайки се на вечерния час, група от 30 младежи се насочват към ортодоксалната катедрала, където спират и развяват румънския флаг, от който са премахнали комунистическите елементи. Очаквайки, че ще бъдат застреляни, те запяват „Deşteaptă-te, române!“ („Събуди се, румънецо“), ранна национална песен, която е забранена след 1947 г. По тях наистина се стреля и някои умират, а други са сериозно ранени, докато трети успяват да избягат.
На 19 декември Раду Балан и Щефан Гуша посещават работниците в градските фабрики, но не успяват да ги накарат да продължат да работят. На 20 декември огромни колони от работници влизат в града. Около 100 000 протестиращи окупират Пиаца Оперей (Площад Опера, днес Пиаца Викторией – „Площад на Победата“) и започват да скандират: „Noi suntem poporul!“ („Ние сме хората!“), „Armata e cu noi!“ („Армията е на наша страна!“), „Nu vă fie frică, Ceauşescu pică!“ („Не се страхуваме, Чаушеску ще падне“). Междувременно Емил Бобу и Константин Даскалеску са изпратени от Елена Чаушеску (Николай Чаушеску по това време е в Иран), за да разрешат ситуацията. Те се срещат с делегация на протестиращите и приемат да се освободят мнозинството от арестуваните протестиращи преди това, но отказват да приемат главното им изискване (оставката на Чаушеску) и нещата остават непроменени. На следващия ден (20 декември) влакове, пълни с работници от фабриките в Олтеница, пристигат в Тимишоара. Режимът се опитва да ги използва, за да потисне масовите протести, но накрая и те се присъединяват към протестиращите. Един работник разказва: "Вчера директорът на фабриката и партийният шеф дойдоха в двора, връчиха ни дървени пръчки и ни казаха, че унгарците и „хулигани“ са опустошили Тимишоара и че е наш дълг да отидем там и да помогнем да разпръснат протестиращите. Но осъзнах, че това не е истината."
На 18 декември 1989 г. Чаушеску заминава на визита в Иран и оставя справянето с протеста в Тимишоара на подчинените си и жена си. На 20 декември той се завръща и изнася реч по телевизията от студио в сградата на Централния комитет, в която реч говори за събитията в Тимишоара като за „намеса на чужди сили във вътрешните работи на Румъния“ и „външна агресия над суверинитета на Румъния.“ Страната, която не получава информация за случилото се в Тимишиоара от националните медии, научава за събития от западни радиостанции като „Гласът на Америка“ и радио „Свободна Европа“ и чрез слухове. Масов митинг е насрочен за следващия ден, 21 декември, който според официалните медии е представен като „спонтанно движение в подкрепа на Чаушеску“.

## Бунт в Букурещ
На сутринта на 21 декември Чаушеску отправя зов към събралите се приблизително 110 000 души да осъдят бунтовете в Тимишоара. Обаче румънският управляващ е далеч от обикновените хора и напълно не разчита настроението на тълпата. Той започва своята реч с типичните хвалебствия за постиженията на „социалистическата революция“, на развитото румънско общество. Хората обаче остават апатични и само първите редове подкрепят Чаушеску с викове и ръкопляскания.
С продължаването на речта част от тълпата започва да освирква и да го обижда. Липсата на разбиране у Чаушеску на последните събития и неспособността му да се справи със ситуацията се виждат ясно, когато по-нататък, в акт на отчаяние той предлага да вдигне заплатите на работниците със 100 леи на месец (около 4 долара по това време, около 5 – 10 процента покачване от средната заплата), а студентските стипендии от 100 на 110 леи, докато продължава да възхвалява постиженията на социалистическата революция.
Докато говори, тълпата в краищата започва внезапно да се движи, уплашена от звука на, както се съобщава, фойерверки, бомби или оръжия. Насъбралото се множество изпада в ужас и започва да се разпръсва. Започва да се разпространява новината, че Секуритате стрелят по тълпата. Това кара хората от множеството да се присъединят и събирането се превръща в протестна демонстрация.
Цялата реч се излъчва наживо в Румъния и се гледа от около 76% от населението. Цензурите се опитват да отрежат живото предаване и да го заменят с комунистически песни и видео, възхваляващо режима на Чаушеску, но части от бунта вече са излъчени и повечето от румънците знаят, че нещо необикновено се случва.
Чаушеску и жена му правят безплодни опити да върнат контрола над тълпата, като използват фрази от телефонен разговор като „Ало, Ало“. Жената на Чаушеску тогава го „съветва“ как да задържи ситуацията „Vorbeşte-le, vorbeşte-le“ („Говори им, говори им“) и те призовават тълпата „Staţi liniştiţi la locurile voastre“ („Да застанат тихо по местата си“). В края Чаушеску се прибира в сградата на Централния комитет, насочван от подчинените си.
Виковете и освиркванията скоро прерастват в бунт. Тълпата нахлува по улиците и подобно на Тимишоара се достига до безредици. Части от тълпата започват да издигат лозунги срещу комунизма и Чаушеску като „Jos dictatorul!“ („Долу диктатора“), „Moarte criminalului!“ („Смърт за убиеца“), „Noi suntem poporul, jos cu dictatorul!“ („Ние сме хората, долу диктатора“), „Ceauşescu cine eşti?/Criminal din Scorniceşti“ („Чаушеску, кой си ти? Убиец от Скорничещ“). Протестиращите изпълват централната зона на града от площад Когълничану до площад Унирии, площад Росети и площад Румъна. В една запомняща се сцена млад мъж развява трикольор с откъснати комунистически знаци в средата, докато стои на статуята на Михай Витязул на булевард Михаил Когълничану на Университетския площад.
Скоро невъоръжените и неорганизирани протестиращи се конфронтират с войници, танкове, бронетранспортьори, части на антитерористичната бригада и въоръжени цивилни офицери на Секуритате. По тълпата започва да се стреля от различни сгради, странични улици и танкове. Има много жертви, включително убити (застреляни, бити до смърт, намушкани, смачкани от бронирани возила). Например един бронетранспортьор TAB се врязва в тълпата близо до хотел „Интерконтинентал“, мачкайки хора и убивайки френския журналист Луи Калдерон. По-късно на негово име е наречена улица близо до Университетския площад и гимназия в Тимишоара. Пожарникари удрят демонстриращите със силни водни струи, а полицията продължава да бие и арестува хора. Протестиращите успяват да построят защитна барикада пред ресторант Dunărea („Дунав“), която устоява до полунощ, но накрая е разкъсана от правителствените сили. Интензивната стрелба продължава до 3 часа след полунощ, по което време оцелелите напускат улиците.
Чаушеску решава да остане в Букурещ и на следващия ден, 22 декември, иска да се направи друга среща. Обаче, преди 7 часа сутринта Елена Чаушеску получава информация, че големи колони работници от много индустриални райони са се насочили към центъра на Букурещ, за да се присъединят към протеста. Полицията поставя блокади, за да спре достъпа до площад Университатя и площад Палатулуй (сега площад Революцией). Те не успяват да спрат работниците и към 9:30 часа площад Университатя е задръстен от протестиращи. Частите на реда (армия, полиция и други) навлизат в зоната отново, този път за да се присъединят към протестиращите.
Около 10 часа радиоизлъчване обявява военно положение и забрана за събиране на групи по-големи от 5 души, докато хиляди се събират този път спонтанно в центъра на Букурещ. Чаушеску се опитва да говори пред тълпата от балкона на сградата на Централния комитет, но опитите му са посрещнати с вълни от недоволство и гняв. Хеликоптери разпространяват манифести (които не достигат до тълпата поради вятъра, който духа в различна посока), инструктиращи хората да не стават жертви на последните „опити за диверсия“, а да си отидат у дома и да се присъединят към коледните празници. Тази заповед, напомняща за думите на Мария-Антоанета „Като няма хляб, яжте пасти“, още повече разгневява тълпата, която отделно от това изпитвала недостатък от основни продукти като олио.

## Бягство на Чаушеску
В 11:20 часа на 22 декември 1989 г. командирът на полета на Чаушеску лейтенант-полковник Василе Малутан получава инструкции от генерал-лейтенант Опрута да продължи към Пиаца Палатулуй, за да вземе президента. След като прелита над площада, той вижда, че не може да кацне там. Малутан приземява своя бял Дофин no. 203 на тераса в 11:44. Малутан казва:
| „ | Тогава Стелика, вторият пилот, дойде при мен и каза, че протестиращите идват към терасата. Тогава излязоха семейство Чаушеску, практически носени от бодигардовете си... Изглеждаха изнемощели. Маня Манеску (един от вицепрезидентите) и Емил Бобу (Секретарят на централния комитет) бягаха зад тях. Манеску, Бобу, Неагое и друг офицер на Секуритате се качват на четирите седалки отзад... След като сложих Чаушеску вътре, видях, че протестиращите тичат на терасата... Нямаше достатъчно място, аз и Елена Чаушеску бяхме притиснати между седалките и вратата... Трябваше да носим само четирима пътници... Бяхме шест. | “ |

Междувременно тълпата навлиза окончателно в сградата на Централния комитет и започват да изхвърлят портрети на Чаушеску и пропагандни книги през прозореца. По същото време на летище „Отопени“ в Букурещ се води ожесточена битка между войници изпратени едни срещу други с твърденията, че се борят срещу терористи. Според книгата на бодигарда на Чаушеску, полковник-лейтенант Димитру Бурлан, генералите, които са част от конспирацията, водена от генерал Станкулеску, се опитват да създадат измислен тероризъм, за да предизвикат страх и да накарат армията да вземе тяхната страна.
Според Малутан, в 12:08 те отлитат за Снагов. След като пристигат там, Чаушеску води Малутан в президентския апартамент и му заповядва да доведе два хеликоптера с войници за въоръжена охрана и още един Дофин да дойде до Снагов. Командирът на Малутан отговаря по телефона: „Има революция... Оправяй се сам... Успех!“. Малутан тогава казва на Чаушеску, че вторият мотор е топъл и трябва да напуснат скоро, но може да вземе само четирима, а не шестима. Банеску и Бобу остават. Чаушеску заповядва на Малутан да се насочи към Титу. Близо до Титу Малутан кара хеликоптера да се движи нагоре-надолу. Излъгва Чаушеску, казвайки, че това е, за да избегнат зенитен огън, тъй като са в обсега на установките. Диктаторът се паникьосва и го кара да се приземят. Той изпълнява това и се приземява в поле близо до стар път, който води към Питещ. След това Малутан казва на четиримата пътници, че не може да направи нищо повече. Офицерът от Секуритате тогава изтичва до пътя и започва да маха на преминаващи коли. Две коли са спрени, една на лесовъдството и една червена Дачия на местен лекар. Лекарят не иска да се замесва и след като кара за кратко, имитира проблем с двигателя. След това е спряна кола на човек, поправящ велосипеди, и той ги откарва до Търговище. Шофьорът на колата Николае Петришор ги убеждава, че могат да се укрият добре в селскостопанския технически институт в края на града. Когато пристигат, директорът насочва Чаушеску и жена му към стая и после ги заключва. Те са арестувани от местната полиция в 15:30 и след известно лутане са закарани във военния гарнизон на Търговище и са държани като пленници няколко дена до процеса.
На 24 декември Йон Илиеску, глава на формирания Съвет на Фронта за национално спасение, подписва декрет за установяване на извънреден военен трибунал. Процесът се провежда на 25 декември, трае около два часа и завършва със смъртни присъди за Чаушеску и жена му Елена. Екзекуцията се изпълнява незабавно от трима парашутисти с повереното им оръжие. Разстрелът не успява да се запише, защото операторът на камерата е прекалено бавен и влиза в двора точно след като е извършен разстрелът. Това е показано по телевизиите в Румъния и други държави, включително България. Румъния става единствената източноевропейска социалистическа държава, където режимът е свален с насилие.

## Жертви
Общият брой убити в румънската революция е 1104, от които 162 са убити в протестите, водещи до свалянето на Николае Чаушеску (16 – 22 декември 1989) и 942 в битките, които последват след взимането на властта от новата политическа структура Национален фронт за спасение (НФС). Броят на ранените е 3352, от които 1107 докато Чаушеску е още на власт, и 2245 след като НФС взима властта.